# چهارمین جشن سینمای ایران
چهارمین دوره جشن خانه سینمای ایران هم‌زمان با صدسالگی سینمای ایران در تاریخ بیست‌ویکم شهریور ماه ۱۳۷۹ (روز ملی سینما) و به میزبانی پرویز پرستویی برگزار شد. این دوره که به مراسم صدسالگی سینمای ایران معروف است (مظفرالدین‌شاه در سال ۱۲۷۹ برای اولین بار دستگاه سینماتوگراف را وارد ایران کرد و میرزا ابراهیم‌خان عکاس‌باشی از آن استفاده نمود) با پخش بخش‌هایی از فیلم‌های گنج قارون، سلطان قلب‌ها، گاو، پستچی، تنگسیر، گوزن‌ها و سفر سنگ به مرور تاریخ صدساله سینمای ایران پرداخت.
از نکات جالب توجه این دوره، انتخاب حمید فرخ‌نژاد به عنوان بهترین بازیگر نقش اول مرد برای بازی در فیلم عروس آتش بود، در حالی که او برای همین نقش در جشنواره فیلم فجر به عنوان بهترین بازیگر نقش مکمل مرد سیمرغ بلورین گرفته بود.
در این دوره فیلم عروس آتش به عنوان بهترین فیلم انتخاب شد و رخشان بنی‌اعتماد برای فیلم زیر پوست شهر تندیس بهترین کارگردانی را از آن خود کرد. گلاب آدینه برای بازی در فیلم زیر پوست شهر تندیس بهترین بازیگر نقش اول زن را دریافت کرد و تندیس بهترین بازیگر نقش مکمل زن و بهترین بازیگر نقش مکمل مرد به ترتیب به رویا نونهالی برای بازی در فیلم بوی کافور، عطر یاس و سیروس ابراهیم‌زاده برای بازی در فیلم مومیایی ۳ رسید.

## تعداد نامزدها و برنده‌ها
فیلمهایی که در چند رشته کاندیدای دریافت تندیس بودند:
| زیر پوست شهر          | ۱۰ |
| متولد ماه مهر         | ۹  |
| عروس آتش              | ۸  |
| بوی کافور، عطر یاس    | ۷  |
| شوکران                | ۶  |
| مرد بارانی            | ۶  |
| نسل سوخته             | ۵  |
| کودک و سرباز          | ۵  |
| زمانی برای مستی اسبها | ۴  |
| مومیایی ۳             | ۴  |
| اعتراض                | ۴  |
| جنگجوی پیروز          | ۴  |
| عینک دودی             | ۴  |

فیلمهایی که موفق به دریافت چند تندیس شدند:
| زیر پوست شهر       | ۵ |
| عروس آتش           | ۴ |
| بوی کافور، عطر یاس | ۲ |
| متولد ماه مهر      | ۲ |

## لیست جوایز[۱][۲][۳]
| تندیس بهترين فيلم - قاسم قلی‌پور – عروس آتش - جهانگیر کوثری، رخشان بنی‌اعتماد – زیر پوست شهر - بهمن قبادی – زمانی برای مستی اسبها - وحید نیکخواه‌آزاد – کودک و سرباز - سید ضیاء هاشمی – شوکران                                                                               | تندیس ویژه انجمن منتقدان و نویسندگان سینمایی ایران - بهمن قبادی – زمانی برای مستی اسبها - رخشان بنی‌اعتماد – زیر پوست شهر - محمدعلی سجادی – شیفته - خسرو سینایی – عروس آتش - بهروز افخمی – شوکران                                      |
| تندیس بهترين کارگردانی - رخشان بنی‌اعتماد – زیر پوست شهر - بهمن قبادی – زمانی برای مستی اسبها - خسرو سینایی – عروس آتش - احمدرضا درویش – متولد ماه مهر - بهروز افخمی – شوکران                                                                                              | تندیس بهترين فیلمنامه - خسرو سینایی، حمید فرخ‌نژاد – عروس آتش - رخشان بنی‌اعتماد، فرید مصطفوی – زیر پوست شهر - اصغر عبداللهی، محمدحسین لطیفی، ایرج طهماسب – عینک دودی - محمد رضایی‌راد – کودک و سرباز - بهروز افخمی، مینو فرشچی – شوکران |
| تندیس بهترين بازیگر زن - گلاب آدینه – زیر پوست شهر - فاطمه معتمدآریا – عینک دودی - میترا حجار – متولد ماه مهر - نیکی کریمی – نسل سوخته - هدیه تهرانی – شوکران | تندیس بهترين بازیگر مرد - حمید فرخ‌نژاد – عروس آتش - محمدرضا فروتن – زیر پوست شهر - فریبرز عرب‌نیا – شیفته - ایرج طهماسب – عینک دودی - فرامرز قریبیان – مرد بارانی                                                                      |
| تندیس بهترين بازیگر زن نقش مکمل - رویا نونهالی – بوی کافور، عطر یاس - سلیمه رنگزن – عروس آتش - فقیهه سلطانی – عینک دودی - رویا تیموریان – مرد بارانی - گوهر خیراندیش – جنگجوی پیروز                                                                                       | تندیس بهترين بازیگر مرد نقش مکمل - سیروس ابراهیم‌زاده – مومیایی ۳ - پارسا پیروزفر – اعتراض - محمود بهرازنیا – جمعه - مهران رجبی – کودک و سرباز - آتیلا پسیانی – نسل سوخته                                                              |
| تندیس بهترين فيلمبرداری - حسین جعفریان – نسل سوخته - حسن پویا – متولد ماه مهر - بهرام بدخشانی – مرد بارانی - محمد آلادپوش – مومیایی ۳ - فرهاد صبا – بید و باد | تندیس بهترين تدوین - بهرام دهقان – متولد ماه مهر - عباس گنجوی – بوی کافور، عطر یاس - نازنین مفخم – کودک و سرباز - منیره تقدیسی – جنگجوی پیروز - مهرزاد مینویی – شوکران                                                                |
| تندیس بهترين موسیقی متن - احمد پژمان – بوی کافور، عطر یاس - مجید انتظامی – اعتراض - سعید انصاری – رنجر - محمدرضا علیقلی – مرد بارانی - کامبیز روشن‌روان – بلوغ | تندیس بهترین طراحی صحنه و لباس - پروین صفری – مرد بارانی - حسن فارسی – آسمان پرستاره - ژیلا مهرجویی – بوی کافور، عطر یاس - محسن شاه‌ابراهیمی – متولد ماه مهر - مجید میرفخرایی – جنگجوی پیروز                                           |
| تندیس بهترین صداگذاری و میکس - محمدرضا دلپاک – زیر پوست شهر - اسحاق خانزادی – اعتراض - جهانگیر میرشکاری – متولد ماه مهر - مسعود بهنام – نسل سوخته - محمد حقیقی، چنگیز صیاد – بید و باد                                                                                    | تندیس بهترین صدابرداری - جهانگیر میرشکاری، مهران ملکوتی – متولد ماه مهر - اصغر شاهوردی – زیر پوست شهر - ساسان باقرپور – عروس آتش - محمد مختاری – کودک و سرباز - محمود سماک‌باشی – مومیایی ۳                                            |
| تندیس بهترين چهره‌پردازی - مهری شیرازی – زیر پوست شهر - مهرداد شکرابی – بوی کافور، عطر یاس - سید محسن موسوی – متولد ماه مهر - رضا رادمنش – مرد بارانی - سید محسن موسوی – نسل سوخته                                                                                         | تندیس بهترین جلوه‌های ویژه - داوود رسولیان – سهراب - اکبر محمدی – دلباخته - رضا رستگار، دان کوکو – عشق بدون مرز |
| تندیس بهترین کیفیت لابراتواری در یک فیلم سینمایی - استودیو بدیع – عروس آتش - مرکز خدمات سینمایی صنایع فیلم ایران – بوی کافور، عطر یاس - مرکز خدمات سینمایی صنایع فیلم ایران – زمانی برای مستی اسبها - مرکز خدمات سینمایی صنایع فیلم ایران – صنم - فیلمساز – متولد ماه مهر | تندیس بهترین نمونه فیلم (آنونس) - محمدرضا مویینی – فریاد - عباس گنجوی – بوی کافور، عطر یاس - حسین زندباف – مومیایی ۳ - مصطفی خرقه‌پوش – دختری با کفش‌های کتانی - ایرج گل‌افشان – رنگ خدا                                                 |
| تندیس بهترین عنوان‌بندی (تیتراژ) - ابراهیم حقیقی – زیر پوست شهر - محمدعلی سجادی – شیفته - محمدرضا مویینی – اعتراض - عبدالله علیمراد – عشق شیشه‌ای - حبیب صادقی – جنگجوی پیروز                                                                                               | تندیس بهترین پوستر (اعلان دیواری) - فرشاد هشیار – جمعه - ملک جهان‌خزاعی، غوغا بیات – صنم - عباس کیارستمی، علی بوستان – بید و باد - کاوه ابراهیم‌پور – قرمز - حیدر رضایی – ساغر                                                          |
| تندیس بهترین فیلم مستند - ابراهیم مختاری – زینت، یک روز به‌خصوص - محبوبه هنریان – دختران فراری - ابراهیم اصغرزاده – سکوت طولانی - ابراهیم اصغرزاده – نفس‌های ماندگار - محمد شیروانی – کاندیدا                                                                               | تندیس بهترین فیلم کوتاه داستانی - علیرضا سعادت‌نیا – توپ - مسعود کرامتی – تلفن - بیژن میرباقری – دو خواهر - سیروس حسن‌پور – غاز مهاجر - رضا سبحانی – کلاف فلزی                                                                          |
| تندیس بهترین فیلم انیمیشن - روان‌بخش صادقی – مواظب باشید - مهرداد شیخان – تعلیق - رامین شیدایی – سبز - لیسا جمیله برجسته – فرشته خیال - محمود صائمین – نگهبان چشمه | تندیس بهترین عکس فیلم - حافظ احمدی – باران |